# Christina Nielsen (Rennfahrerin)

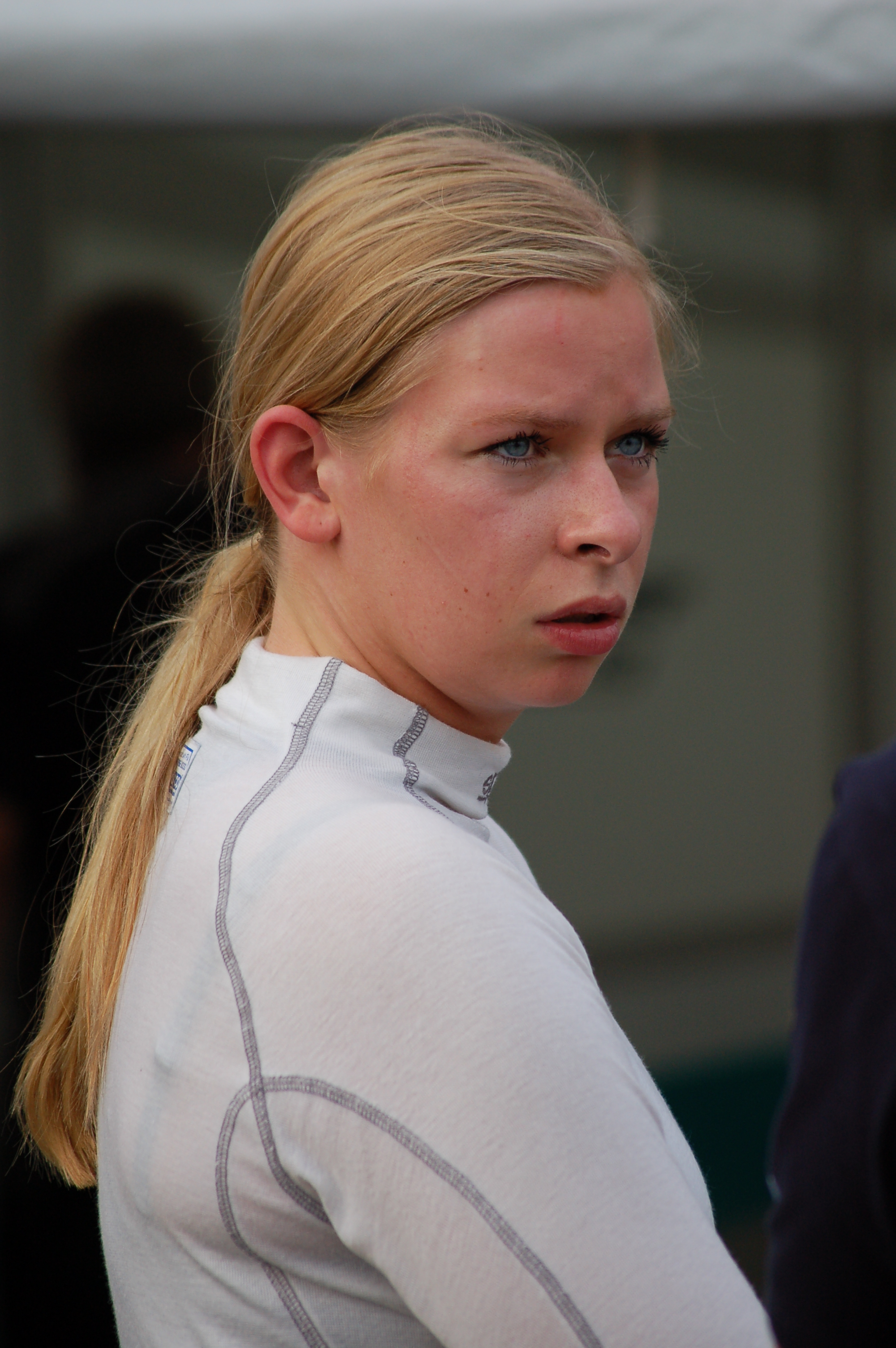
Christina Nielsen in Zandvoort 2012

Christina Nielsen (* 10. Januar 1992 in Vedbæk) ist eine dänische Automobilrennfahrerin. Sie ist die Tochter des Rennfahrers Lars-Erik Nielsen.

## Karriere

### Kart- und Formelsport
Christina Nielsen begann ihre Motorsportkarriere im Kartsport und fuhr von 2007 bis 2009 in der Dänischen Kart-Meisterschaft und in internationalen Kart-Meisterschaften.
2010 wechselte sie in den Formelsport und startete in der Formel Ford in Dänemark und in der Benelux-Meisterschaft. Parallel dazu fuhr sie 2010 und auch das darauffolgende Jahr 2011 in der ADAC Formel Masters, in der sie wenig Erfolg hatte.

### GT-Markenpokale

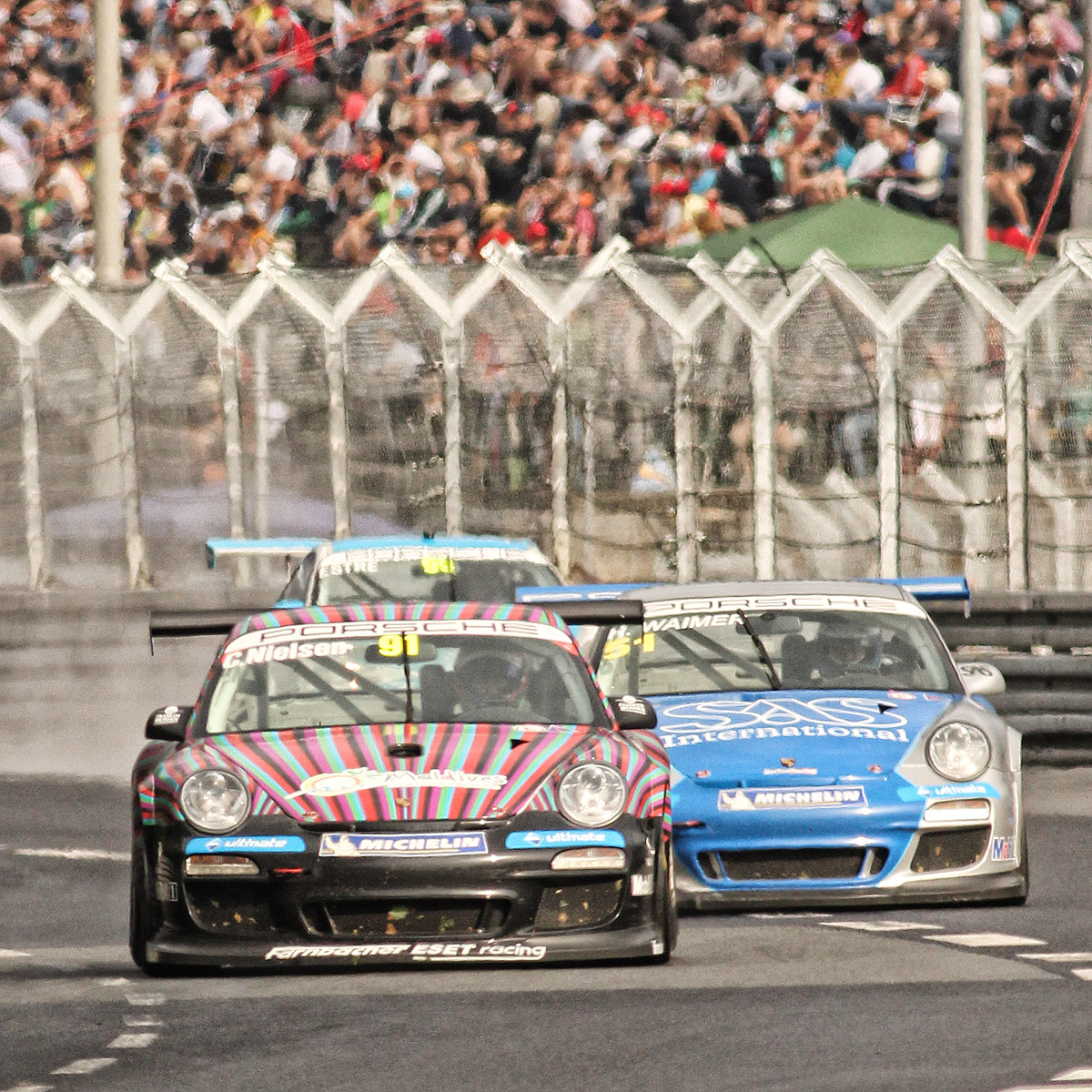
Der von Martin Höfer gestaltete Porsche 911 GT3 am Norisring 2012

Ihre ersten Erfahrungen im GT-Motorsport sammelte sie in Porsche-Markenpokal-Serien. 2012 stieg sie dort ein und startete für das Team Farnbacher ESET Racing in der Amateur- bzw. B-Wertung des Porsche Carrera Cup Deutschland. Die Saison beendete sie mit dem fünften Rang in der Amateur-Wertung. In der Meisterschaft fuhr sie einen vom Künstler Martin Höfer speziell lackierten Porsche 911 GT3 und war somit zugleich Teil des Konzeptkunstwerk Siegen im Auftrag der Kunst (2012/13).
In der Saison 2012/13 und 2013/14 fuhr sie in der Porsche GT3 Cup Challenge Middle East und war somit die erste Frau, die in dieser Rennserie startete. Ihr bestes Ergebnis in der Serie erreichte sie 2012/13 mit dem siebten Rang in der Gesamtwertung und dem vierten Platz in der Silver Michelin Trophy.
Danach trat sie 2014 mit dem Team NGT Motorsport in der Porsche GT3 Cup Challenge USA an und erreichte den sechsten Rang im Gesamtklassement.
In der Motorsport-Saison 2020 fuhr sie mit dem Team Mtech Competition als Gaststarterin zwei Rennläufe im Porsche Carrera Cup Scandinavia.

### GT-Rennserien
2013 ging sie für das Team Farnbacher Racing in der Gentlemen-Wertung mit einem Porsche 911 GT3 R (Typ 997) der ADAC GT Masters an den Start. Die Saison beendete sie mit dem Titelgewinn der Gentlemen-Wertung und dem 35. Gesamtplatz.
Parallel dazu fuhr sie mit NGT Motorsport in den USA beim Rennen Petit Le Mans in der GTC-Klasse der American Le Mans Series.
Mit dem Team TRG-AMR startete sie 2014 und 2015 mit einem Aston Martin Vantage GT3 in der GTA-Wertung der Pirelli World Challenge. Mit dem sechsten Gesamtplatz 2015 in der GTA-Wertung erzielte sie ihr bestes Ergebnis in der Rennserie.
In der European Le Mans Series fuhr sie 2014 und 2016 einige Rennen in der GTE-Klasse. Im ersten Jahr mit IMSA Performance Matmut auf einem Porsche 911 GT3 RSR (Typ 997) und 2016 mit dem Team Formula Racing auf einem Ferrari 458 Italia GTC.

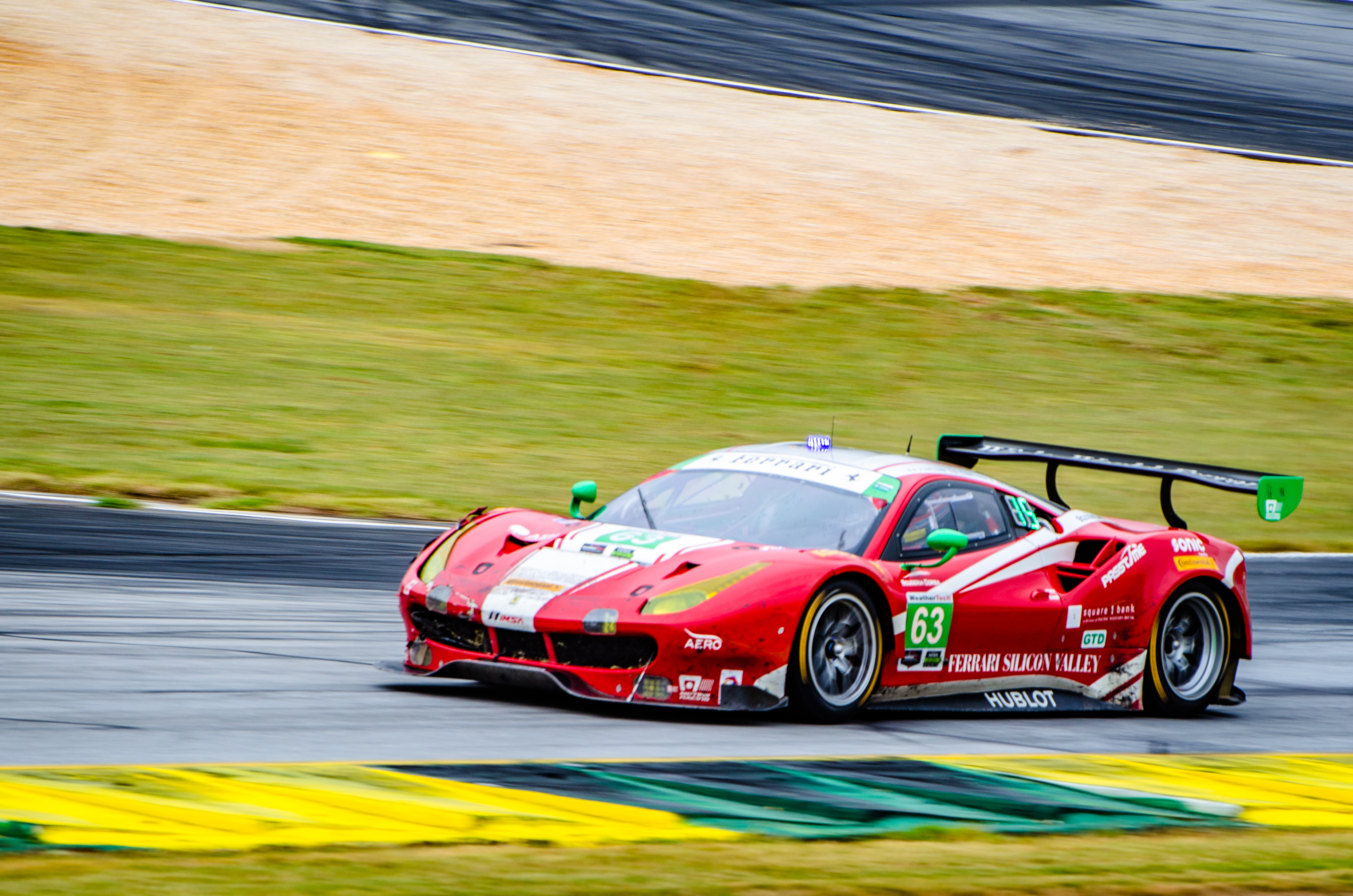
Der von Christina Nielsen beim Petit Le Mans 2017 gefahrene Ferrari 488 GT3.

Nielsen startete von 2014 bis 2021 in der GTD-Klasse der US-amerikanischen United SportsCar Championship bzw. in der ab 2016 umbenannten IMSA WeatherTech SportsCar Championship, in der sie ihre bislang größten Motorsporterfolge feiern konnte. 2015 wurde sie auf einem Aston Martin V12 Vantage GT3 des Teams TRG-AMR Vizemeister in der GTD-Wertung. In den beiden folgenden Jahren konnte sie das Ergebnis mit ihrem Fahrerkollegen Alessandro Balzan verbessern und gewann mit dem Ferrari 458 Italia GT3 und Ferrari 488 GT3 von Scuderia Corsa den GTD-Meistertitel.
2019 ging sie mit einem Mercedes-AMG GT3 für das Team Craft-Bamboo Racing in der Blancpain GT World Challenge Asia an den Start und wurde siebte in der GT3-Silver-Wertung.
Parallel fuhr sie ebenfalls 2019 mit einem Mercedes-AMG GT3 in der Intercontinental GT Challenge.

### Langstreckenrennen
Nielsen bestritt 2013 ihr erstes Langstreckenrennen mit Farnbacher Racing beim 24-Stunden-Rennen auf dem Nürburgring in der SP9 GT3-Wertung.
Zwischen 2014 und 2021 startete sie regelmäßig bei den 24-Stunden-Rennen von Daytona und 12-Stunden-Rennen von Sebring, die zur IMSA WeatherTech SportsCar Championship zählen. Dort war ihr größter Erfolg der GTD-Klassensieg zusammen mit Jeff Segal und Alessandro Balzan beim 12-Stunden-Rennen von Sebring 2016 mit einem Ferrari 488 GT3.
Im Rahmen des 24-Stunden-Rennen von Le Mans fuhr sie 2016, 2017 und 2018 in der LMGTEAm-Wertung der FIA-Langstrecken-Weltmeisterschaft. Alle Rennen konnte sie mit ihren Fahrerkollegen beenden. Das beste Ergebnis, einen 32. Gesamtplatz und den sechsten Rang in der LMGTEAm-Wertung, erzielte sie 2018 mit einem Porsche 911 RSR des Teams Ebimotors.
2019 fuhr sie beim 12-Stunden-Rennen von Brathurst mit einem Mercedes-AMG GT3 von Team Nineteen Black Falcon auf den fünften Platz in der GT3 Pro-Am-Wertung.
Christina Nielsen hat an der Universität Aarhus studiert und einen Bachelor-Abschluss in Management und Marketing-Kommunikation.

## Statistik

### Le-Mans-Ergebnisse
| Jahr | Team           | Fahrzeug               | Teamkollege       | Teamkollege | Platzierung | Ausfallgrund |
| ---- | -------------- | ---------------------- | ----------------- | ----------- | ----------- | ------------ |
| 2016 | Formula Racing | Ferrari 458 Italia GT2 | Johnny Laursen    | Mikkel Mac  | Rang 35     |              |
| 2017 | Scuderia Corse | Ferrari 488 GTE        | Alessandro Balzan | Bret Curtis | Rang 44     |              |
| 2018 | Ebimotors      | Porsche 911 RSR        | Fabio Babini      | Érik Maris  | Rang 32     |              |

### Sebring-Ergebnisse
| Jahr | Team                                   | Fahrzeug                     | Teamkollege       | Teamkollege     | Teamkollege    | Platzierung             | Ausfallgrund |
| ---- | -------------------------------------- | ---------------------------- | ----------------- | --------------- | -------------- | ----------------------- | ------------ |
| 2014 | MOMO NGT Motorsport                    | Porsche 911 GT America       | Henrique Cisneros | Kuba Giermaziak |                | Ausfall                 | Unfall       |
| 2015 | TRG-AMR                                | Aston Martin V12 Vantage GT3 | James Davison     | Brandon Davis   |                | Rang 16                 |              |
| 2016 | Scuderia Corsa                         | Ferrari 488 GT3              | Alessandro Balzan | Jeff Segal      |                | Rang 20 und Klassensieg |              |
| 2017 | Scuderia Corsa                         | Ferrari 488 GT3              | Alessandro Balzan | Matteo Cressoni |                | Rang 17                 |              |
| 2018 | Wright Motorsports                     | Porsche 911 GT3 R            | Mathieu Jaminet   | Patrick Long    | Robert Renauer | Rang 22                 |              |
| 2019 | Meyer Shank Racing with Curb-Agajanian | Acura NSX GT3                | Katherine Legge   | Ana Beatriz     |                | Rang 26                 |              |
| 2021 | Team Hardpoint EBM                     | Porsche 911 GT3 R            | Katherine Legge   | Ana Beatriz     |                | Rang 22                 |              |